# 2018年中國大獎賽
2018年中國大獎賽（英語：2018 Chinese Grand Prix），官方名稱為2018年一級方程式賽車海尼根中國大獎賽（英語：2018 Formula 1 Heineken Chinese Grand Prix），是2018年4月15日舉辦於中國上海的一場一級方程式賽車賽事。比賽在上海國際賽道進行，總計56圈。這是2018年世界一級方程式錦標賽的第3場分站賽事，以及第15屆中國大獎賽。
梅赛德斯車手路易斯·漢米爾頓為本場賽事衛冕分站冠軍。賽前，賽巴斯蒂安·維泰爾在車手積分榜領先漢米爾頓17分，其車隊法拉利在車隊積分榜上領先梅賽德斯10分。維泰爾在排位賽中取得桿位，使法拉利自2004年後，相隔14年再度於中國大獎賽取得桿位。最終，丹尼爾·里卡多贏得分站冠軍，瓦尔特利·博塔斯及奇米·雷克南分別站上頒獎台二、三名。維泰爾賽事尾聲與馬克斯·維斯塔潘發生碰撞，本站僅能以第8名完賽，積分榜領先縮小至8分差。

## 賽事簡報

### 背景
與前兩年的中國大獎賽有所不同，輪胎供應商倍耐力此次提供各家車隊極軟、軟及中性胎三種配方。梅賽德斯採取較保守的策略，兩位車手皆僅配置6套極軟胎，而在軟胎及中性胎的選擇並不相同，路易斯·漢米爾頓挑選全部車手中最多的6套軟胎。目前的積分榜領先者法拉利車隊則傾向較積極的配置，為旗下車手選擇8套極軟胎、3套軟胎及2套中性胎。
法拉利經過上週巴林大獎賽的不安全放車造成技師左腳骨折後，與國際汽聯研究相關數據，將自本週新增幾項進站維修的安全措施。

### 自由練習賽

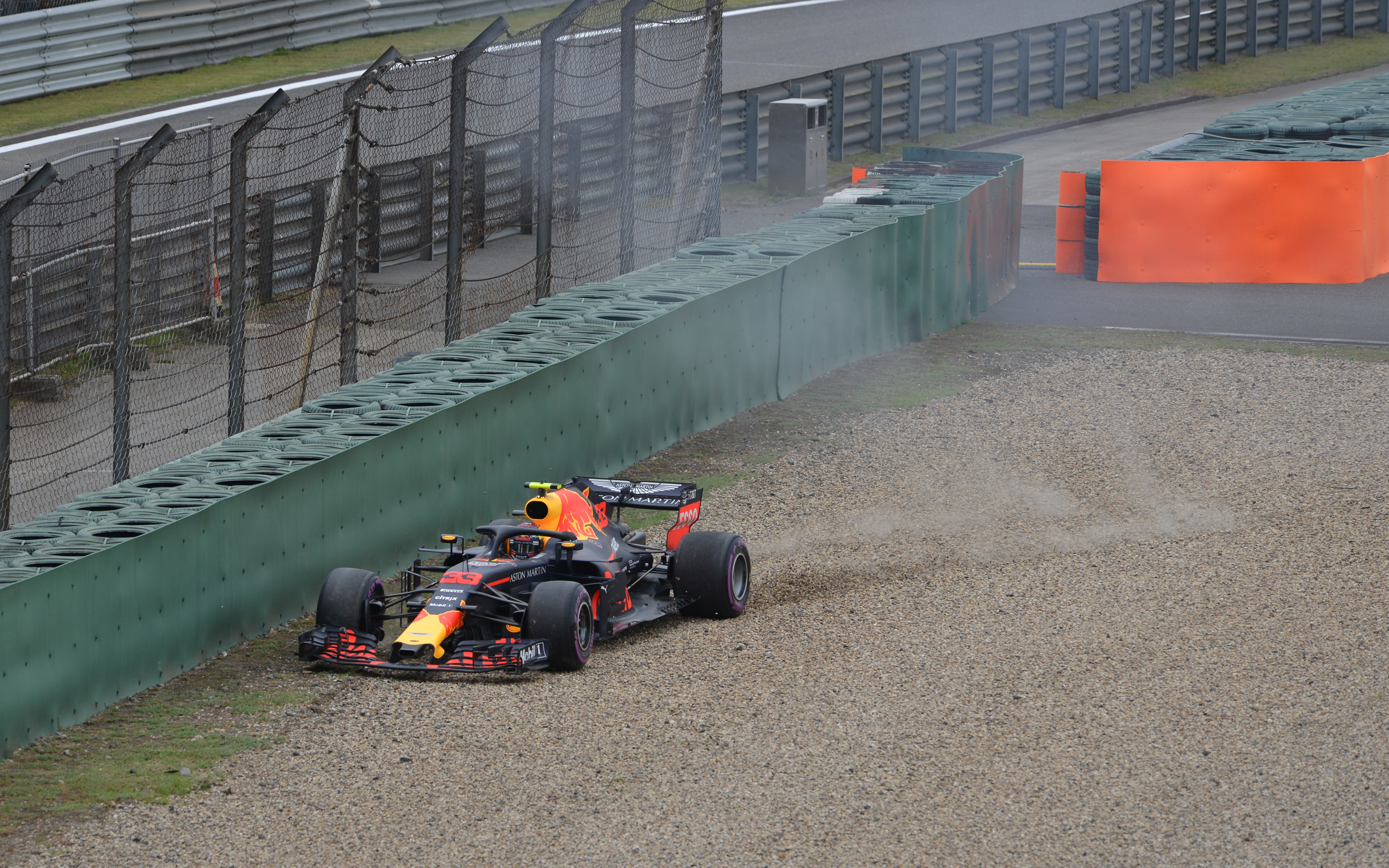
馬克斯·維斯塔潘在第一階段自由練習賽衝進碎石堆。

週五第一階段自由練習賽期間，馬克斯·維斯塔潘在出最後一彎時失去抓地力，車輛直接衝進碎石堆中。事後，他表示輪胎似乎還沒進入狀態，與他在前一站巴林大獎賽排位賽的遭遇相似。儘管路易斯·漢米爾頓的第2段成績較他前一圈慢，且在最後一彎發生側滑，他仍寫下練習賽中期最佳的1:34.962。漢米爾頓換上新的一套軟胎後，又以1:33.999再度刷新自己的最佳成績，拿下第一階段自由練習賽最快單圈。第二階段自由練習賽期間，斯托弗·范多恩因察覺到輪胎鬆動，將車輛停至賽道邊上。賽會認為車手已及時採取適當的行動，並不適用罰退條款，故以麥拉倫不安全放車為由罰款5000歐元。漢米爾頓雖然在最後一彎轉向過度，但仍寫下全場最快的1:33.482成績。練習賽剩下5分鐘時出現些微降雨，包括費爾南多·阿隆索、马库斯·埃里克松、紅牛二隊及印度威力的車手曾換上半雨胎做出單圈時間。
到了週六的第三階段自由練習賽，賽巴斯蒂安·維泰爾以1:33.018的單圈時間成為全場最快車手。漢米爾頓的輪胎在出10號彎時失去抓地力，車輛發生打滑旋轉後駛入草地中，最終在時間表僅能排上第5位。紅牛車手丹尼爾·里卡多在此階段遭遇引擎故障問題，繼上週巴林大獎賽更換能量儲備單元後，又將用掉本季3個引擎更換額度中的第2具套件。

### 排位賽
賽巴斯蒂安·維泰爾以1:31.095的成績取得桿位，同時也刷新賽道紀錄，其隊友奇米·雷克南則以0.087秒的些微之差位居第2。法拉利繼2006年後，再度達成連續第二站佔據頭排發車位的紀錄。梅賽德斯及紅牛車隊分別取得第2及第3排發車位。
第一階段排位賽期間，由於紅牛車隊仍在維修丹尼爾·里卡多的動力單元，使得他在最後一刻才駛出維修區做第一個單圈時間。夏尔·勒克莱尔因為在最後一彎發生失誤，無法刷新個人時間，與其隊友马库斯·埃里克森一併遭到淘汰。曾於前一站取得第6位排位的皮埃爾·蓋斯利在本站止步於第一階段，此外，兩位威廉斯車手謝爾蓋·希洛金及蘭斯·斯托爾也未能挺進第二階段。排位賽後，埃里克森因為在第一階段排位賽期間忽視雙黃旗，遭判罰退5個發車位及3點超級駕照罰點。

### 正賽

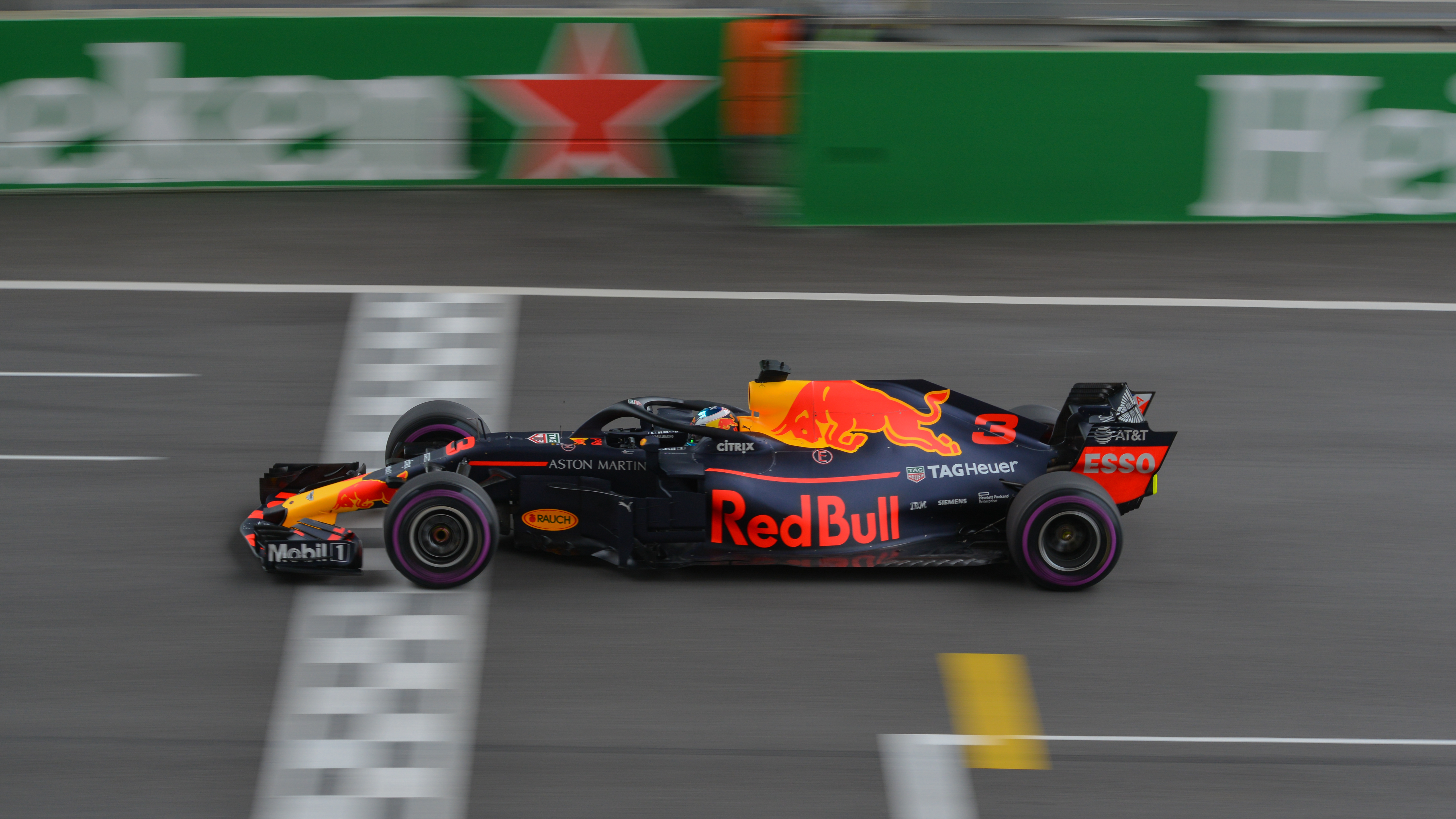
丹尼爾·里卡多從第6位發車贏得分站冠軍。

比賽在標準程序下展開，前10名車手依規定須使用第二階段排位賽的輪胎，故除了用上紫色極軟胎的法拉利及梅賽德斯之外，後方5至10名的車手皆以黃色軟胎起跑。燈滅起跑後，維泰爾為了確保進入1號彎時能保有領先地位，很快地切換路線至賽道內側，進而阻擋到在他右側第2位發車的隊友雷克南。第3位起跑的鮑達斯順勢超越雷克南，上到第2位。紅牛車手馬克斯·維斯塔潘與漢米爾頓併行駛入1號彎，不過，維斯塔潘靠著內線的優勢超越漢米爾頓，隨後又在6號彎超越雷克南，暫居第3位。後方車手中，丹尼爾·里卡多維持在第6位，小卡洛斯·塞恩斯從第9上升至第7，第13位發車的費爾南多·阿隆索此時暫居第11，而在2017年賽季各站首圈進步最多名次的車手蘭斯·斯托爾，則從第18位上到第12位。第6圈，哈斯車隊下指令要求車速較慢的羅曼·格羅斯讓將第9位讓給隊友凱文·馬格努森，格羅斯讓雖然確實執行完車隊指令，但卻透過無電線向車隊表示不滿。
比賽進行至第11圈，紅牛二隊的布蘭登·哈特利成為全場首位進站的車手。前10名車手當中，暫居第7的尼可·賀根堡於第14圈率先進站，出站後位居勒克萊爾及蓋斯利後方的第15位。第16圈，塞恩斯經過前幾圈嘗試失敗後，終於超越蓋斯利，暫居第15位。此時，維泰爾持續領先鮑達斯3.5秒，維斯塔潘則落後兩名車手6秒以上。下一圈，紅牛車隊通知兩名車手相繼進站，換上白色中性胎以嘗試執行一停策略。梅賽德斯試圖利用進站超越法拉利，出站後落在馬格努森及里卡多之前，而里卡多很快地超越丹麥車手上到第6位。鮑達斯也在隔圈完成換胎，暫居第3。第21圈，換上全新白胎的維泰爾出站後，落到了鮑達斯的後方，梅賽德斯成功執行了他們的策略。到了第26圈，位居首位卻還沒進站的雷克南遭到鮑達斯超越，並順勢將位子讓給隊友維泰爾，維泰爾與鮑達斯縮小至0.6秒，雷克南則在下一圈進站，暫居第6位。
第30圈，哈特利在進入14號彎時跑開，緊追在後的隊友蓋斯利藉此嘗試由髮夾彎內側超車，最終造成兩輛車相撞。事後，車隊表示當時因兩名車手的策略不同，故指示哈特利讓位，然而，因為資訊傳達上的誤解造成這起事故。蓋斯利遭到判罰加時10秒，賽會為了清理賽道上的殘骸，在第31圈部署安全車。然而，鮑達斯及維泰爾此刻已駛過維修道入口，喪失進站的機會。紅牛適則立即招喚旗下車手相繼進站，維斯塔潘及里卡多皆換上了黃色軟胎，同一時間，兩輛雷諾也選擇進站換黃胎。此時，安全車帶領期間的前10名車手依序為：鮑達斯、維泰爾、漢米爾頓、維斯塔潘、雷克南、里卡多、馬格努森、賀根堡、格羅斯讓、阿隆索。
安全車在第35圈回到維修區，比賽重新展開。鮑達斯很快地將與維泰爾的差距拉開到1.5秒，兩輛換上全新軟胎的紅牛持續追擊前方車輛，而格羅斯讓則因為輪胎溫度上不來遭到阿隆索超越。第37圈，里卡多在DRS還不能開啟的狀態下對暫居第5的雷克南發動攻勢，於大直道底利用進髮夾彎前的晚煞車技術佔據賽道內側超越對手。維斯塔潘於第39圈嘗試由外側超越漢米爾頓，但是，在漢米爾頓的防守下被擠出賽道外緩衝區，將第4名的位置讓給了隊友里卡多。下一圈，里卡多採取相同策略，利用髮夾彎超越漢米爾頓，上到第3名。第42圈，維斯塔潘在6號彎超越漢米爾頓，里卡多則在大直道開啟DRS超越維泰爾。維斯塔潘嘗試在14號彎超車維泰爾未果，兩輛車相撞後逆向停留在賽道上並遭到漢米爾頓超越，回到賽道時名次下滑至5、6位。接下來幾圈內，兩位紅牛車手各自在第6彎超越梅賽德斯雙雄，里卡多奪得分站冠軍，維斯塔潘則以第4名衝線，但因為與維泰爾發生碰撞遭判罰加時10秒，在排行榜上名列第5。桿位發車的維泰爾先後被賀根堡及阿隆索超車，最終僅能以第8名完賽，兩位芬蘭人鮑達斯及雷克南登上頒獎台2、3名。這是里卡多職業生涯的第6座分站冠軍，且至今他的每座冠軍皆是在非前3位發車的情況下贏得的，同時，這也是他與紅牛車隊的2018年賽季首勝。

## 賽事結果

### 排位賽成績
| 名次               | 車號 | 車手              | 車隊              | 排位賽時間 | 排位賽時間 | 排位賽時間 | 發車位 |
| 名次               | 車號 | 車手              | 車隊              | 第一階段   | 第二階段   | 第三階段   | 發車位 |
| ------------------ | ---- | ----------------- | ----------------- | ---------- | ---------- | ---------- | ------ |
| 1                  | 5    | 賽巴斯蒂安·維泰爾 | 法拉利            | 1:32.171   | 1:32.385   | 1:31.095   | 1      |
| 2                  | 7    | 奇米·雷克南       | 法拉利            | 1:32.474   | 1:32.286   | 1:31.182   | 2      |
| 3                  | 77   | 維爾特利·鮑達斯   | 梅賽德斯          | 1:32.921   | 1:32.063   | 1:31.625   | 3      |
| 4                  | 44   | 路易斯·漢米爾頓   | 梅賽德斯          | 1:33.283   | 1:31.914   | 1:31.675   | 4      |
| 5                  | 33   | 馬克斯·維斯塔潘   | 紅牛-豪雅         | 1:32.932   | 1:32.809   | 1:31.796   | 5      |
| 6                  | 3    | 丹尼尔·里卡多     | 紅牛-豪雅         | 1:33.877   | 1:32.688   | 1:31.948   | 6      |
| 7                  | 27   | 尼古拉斯·賀根堡   | 雷諾              | 1:33.545   | 1:32.494   | 1:32.532   | 7      |
| 8                  | 11   | 塞吉歐·培瑞茲     | 印度力量-梅赛德斯 | 1:33.464   | 1:32.931   | 1:32.758   | 8      |
| 9                  | 55   | 小卡洛斯·塞恩斯   | 雷諾              | 1:33.315   | 1:32.970   | 1:32.819   | 9      |
| 10                 | 8    | 罗曼·格罗让       | 哈斯-法拉利       | 1:33.238   | 1:32.524   | 1:32.855   | 10     |
| 11                 | 20   | 凯温·马格努森     | 哈斯-法拉利       | 1:33.359   | 1:32.986   |            | 11     |
| 12                 | 31   | 埃斯特班·奧康     | 印度力量-梅赛德斯 | 1:33.585   | 1:33.057   |            | 12     |
| 13                 | 14   | 費爾南多·阿隆索   | 麥拉倫-雷诺       | 1:33.428   | 1:33.232   |            | 13     |
| 14                 | 2    | 斯托费尔·范多恩   | 麥拉倫-雷诺       | 1:33.824   | 1:33.505   |            | 14     |
| 15                 | 28   | 布蘭登·哈特利     | 红牛二队-本田     | 1:34.013   | 1:33.795   |            | 15     |
| 16                 | 35   | 谢尔盖·西罗特金   | 威廉姆斯-梅赛德斯 | 1:34.062   |            |            | 16     |
| 17                 | 10   | 皮埃爾·加斯利     | 红牛二队-本田     | 1:34.101   |            |            | 17     |
| 18                 | 18   | 蘭斯·斯托爾       | 威廉姆斯-梅赛德斯 | 1:34.285   |            |            | 18     |
| 19                 | 16   | 夏尔·勒克莱尔     | 索伯-法拉利       | 1:34.454   |            |            | 19     |
| 20                 | 9    | 马库斯·埃里克松   | 索伯-法拉利       | 1:34.914   |            |            | 201    |
| 107%時間：1:38.622 |      |                   |                   |            |            |            |        |
| 來源：             |      |                   |                   |            |            |            |        |

註記：
- ^1  – 马库斯·埃里克松因為在排位賽中忽視黃旗，須接受5位罰退。[16]

### 正賽成績
| 名次   | 車號 | 車手              | 車隊              | 圈數 | 時間/退賽   | 發車位 | 積分 |
| ------ | ---- | ----------------- | ----------------- | ---- | ----------- | ------ | ---- |
| 1      | 3    | 丹尼爾·里卡多     | 紅牛-豪雅         | 56   | 1:35:36.380 | 6      | 25   |
| 2      | 77   | 維爾特利·鮑達斯   | 梅賽德斯          | 56   | +8.894      | 3      | 18   |
| 3      | 7    | 奇米·雷克南       | 法拉利            | 56   | +9.637      | 2      | 15   |
| 4      | 44   | 路易斯·漢米爾頓   | 梅賽德斯          | 56   | +16.985     | 4      | 12   |
| 5      | 33   | 馬克斯·維斯塔潘   | 紅牛-豪雅         | 56   | +20.4361    | 5      | 10   |
| 6      | 27   | 尼可·賀根堡       | 雷諾              | 56   | +21.052     | 7      | 8    |
| 7      | 14   | 費爾南多·阿隆索   | 麥拉倫-本田       | 56   | +30.639     | 13     | 6    |
| 8      | 5    | 賽巴斯蒂安·維泰爾 | 法拉利            | 56   | +35.286     | 1      | 4    |
| 9      | 55   | 小卡洛斯·塞恩斯   | 雷諾              | 56   | +35.763     | 9      | 2    |
| 10     | 20   | 凯文·马格努森     | 哈斯-法拉利       | 56   | +39.594     | 11     | 1    |
| 11     | 31   | 埃斯特班·奧康     | 印度力量-梅赛德斯 | 56   | +44.050     | 12     |      |
| 12     | 11   | 塞吉歐·培瑞茲     | 印度力量-梅赛德斯 | 56   | +44.725     | 8      |      |
| 13     | 2    | 斯托弗·范多恩     | 麥拉倫-雷诺       | 56   | +49.373     | 14     |      |
| 14     | 18   | 蘭斯·斯托爾       | 威廉姆斯-梅赛德斯 | 56   | +55.490     | 18     |      |
| 15     | 35   | 謝爾蓋·希洛金     | 威廉姆斯-梅赛德斯 | 56   | +58.241     | 16     |      |
| 16     | 9    | 马库斯·埃里克松   | 索伯-法拉利       | 56   | +62.604     | 20     |      |
| 17     | 8    | 罗曼·格罗斯让     | 哈斯-法拉利       | 56   | +65.296     | 10     |      |
| 18     | 10   | 皮埃爾·蓋斯利     | 红牛二队-本田     | 56   | +66.3302    | 17     |      |
| 19     | 16   | 夏尔·勒克莱尔     | 索伯-法拉利       | 56   | +82.575     | 19     |      |
| 203    | 28   | 布蘭登·哈特利     | 红牛二队-本田     | 51   | 變速箱      | 15     |      |
| 來源： |      |                   |                   |      |             |        |      |

註記：
- ^1  – 馬克斯·維斯塔潘因為引發與賽巴斯蒂安·維泰爾的碰撞事故，須接受10秒加時。[26]
- ^2  – 皮埃爾·蓋斯利因為引發與布蘭登·哈特利的碰撞事故，須接受10秒加時。[27]
- ^3  – 布蘭登·哈特利以退賽收場，但因為已完成90%的賽程，故具有比賽名次。

### 賽後排名
|   | 名次 | 車手              | 積分 |
| - | ---- | ----------------- | ---- |
|   | 1    | 賽巴斯蒂安·維泰爾 | 54   |
|   | 2    | 路易斯·漢米爾頓   | 45   |
|   | 3    | 維爾特利·鮑達斯   | 40   |
| 1 | 4    | 丹尼爾·里卡多     | 37   |
|   | 5    | 奇米·雷克南       | 30   |

|   | 名次 | 車隊        | 積分 |
| - | ---- | ----------- | ---- |
| 1 | 1    | 梅赛德斯    | 85   |
| 1 | 2    | 法拉利      | 84   |
| 1 | 3    | 红牛-豪雅   | 55   |
| 1 | 4    | 麥拉倫-雷诺 | 28   |
|   | 5    | 雷諾        | 25   |

- 註記：僅列出前五名。

## 外部連結
- 一級方程式賽車官方網站上的2018年中國大獎賽（页面存档备份，存于）頁面

| 上一場： 2018年巴林大奖赛 | 2018年世界一级方程式锦标赛 | 下一場： 2018年亞塞拜然大獎賽 |
| 上一屆： 2017年中國大獎賽 | 中国大奖赛                 | 下一屆： 2019年中國大獎賽     |